# Windsor—Walkerville
Pour les articles homonymes, voir Windsor.
Windsor—Walkerville fut une circonscription électorale fédérale de l'Ontario, représentée de 1968 à 1988.
La circonscription de Windsor—Walkerville a été créée en 1966 avec des parties d'Essex-Est et d'Essex-Ouest. Abolie en 1987, elle fut incorporée dans la circonscription de Windsor—Lac Sainte-Claire.

## Géographie
En 1966, la circonscription de Windsor—Walkerville comprenait:
- La ville de Tecumseh
- Le village de St. Clair Beach
- La partie est de la ville de Windsor

## Députés
1. 1968-1984 — Mark MacGuigan, PLC
2. 1984-1988 — Howard McCurdy, NPD

- NPD = Nouveau Parti démocratique
- PLC = Parti libéral du Canada